# 우후루 공원

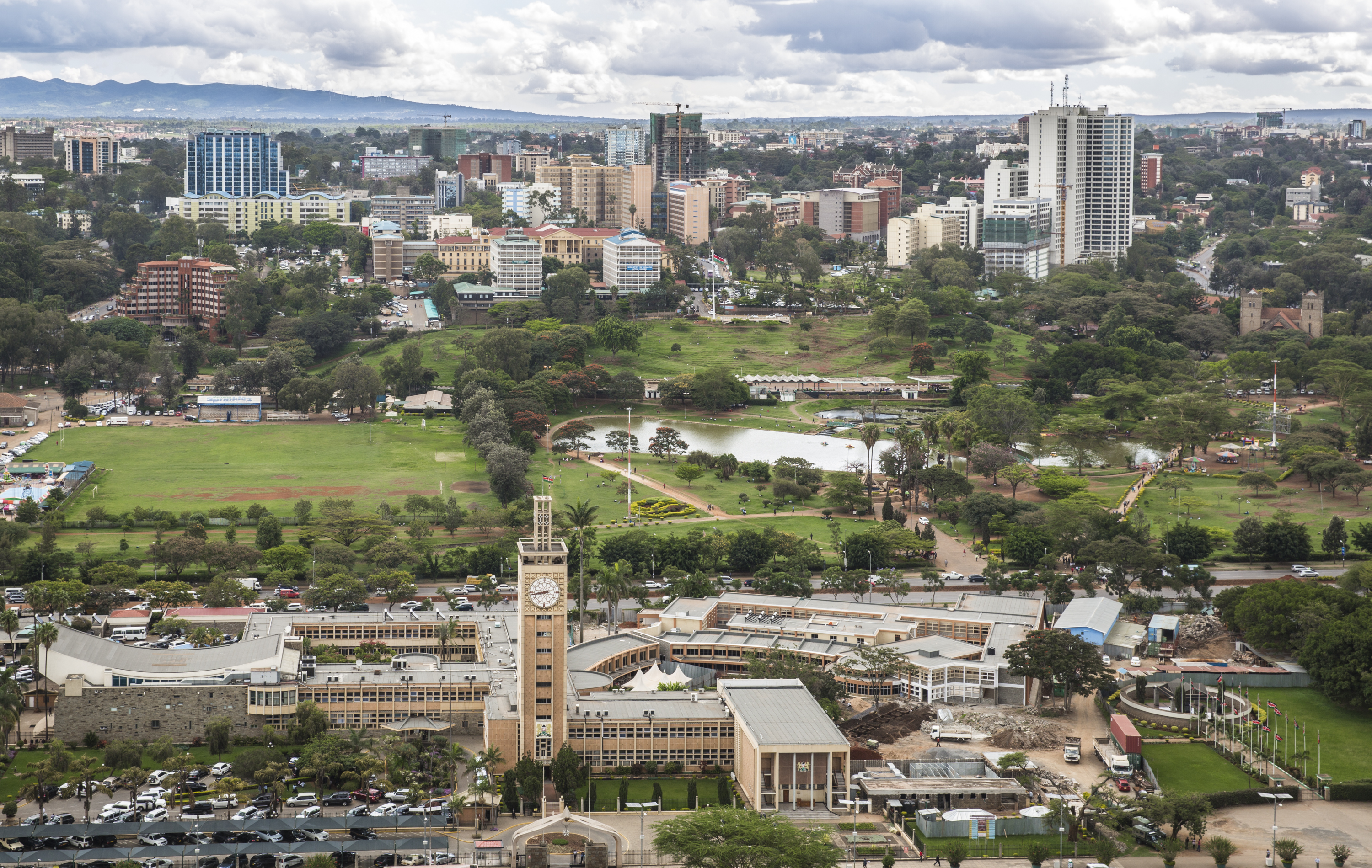
우후루 공원의 항공 사진

우후루 공원(Uhuru Park)은 케냐 나이로비의 중앙 상업 지구에 인접한 12.9 헥타르 규모의 레크리에이션 공원이다. 이 공원은 1969년 5월 23일 고 조모 케냐타가 발표하며 대중에게 공개되었다. 공원에는 인공 호수, 여러 국립 기념물, 주말에 인기 있는 스케이트보드 장소가 된 집회장이 있으며, 나이로비의 성장하는 스케이트보드 분야를 위한 지역 스케이트보드 대회(2017년 베스트 트릭 대회)도 이 공원에서 개최된다.
스케이트보드 외에도 집회장은 가끔 정치 및 종교 모임을 위해 사용된다. 이곳은 토지 강탈에 반대하는 시위가 대니얼 아랍 모이 정권 하에서 폭력적으로 진압된 장소로 악명높다. 2021년, 공원은 오래된 나무 제거를 포함한 재단장 시도로 조사를 받았다. 환경 문제가 제기되어 전국 법원은 이 프로젝트를 중단시켰다. 공원은 2021년 11월부터 폐쇄되었으며, 공원 주변은 파란색 골함석과 날카로운 스파이크가 있는 녹색 철망 울타리로 둘러싸여 있다. 공원은 2024년 3월 30일 나이로비 주지사 존슨 사카자 주최 행사에서 대중에게 재개방되었다. 공원 입장은 무료이며, 신분증만 소지하면 된다.

## 역사
1989년, 왕가리 마타이와 많은 추종자가 공원에서 시위를 벌여 60층 규모의 케냐 타임즈 미디어 트러스트 사업 단지 건설을 막으려 했다. 정부에게 사무실을 비우라는 압박을 받고 의회에서 비난받았지만, 마타이의 시위와 정부의 대응으로 인해 외국인 투자자가 프로젝트를 취소했다.
1996년 8월, 가톨릭 추기경이자 대주교인 모리스 마이클 오퉁가가 이끄는 한 단체가 우후루 공원에서 콘돔 더미를 불태웠다.
우후루 공원에서 2010년 6월 폭탄 테러가 발생했으며 이로 인해 6명이 사망하고 100명 이상이 부상당했다. 이 테러는 다가오는 헌법 국민투표를 위한 "반대" 캠페인 집회를 목표로 했다.

## 갤러리

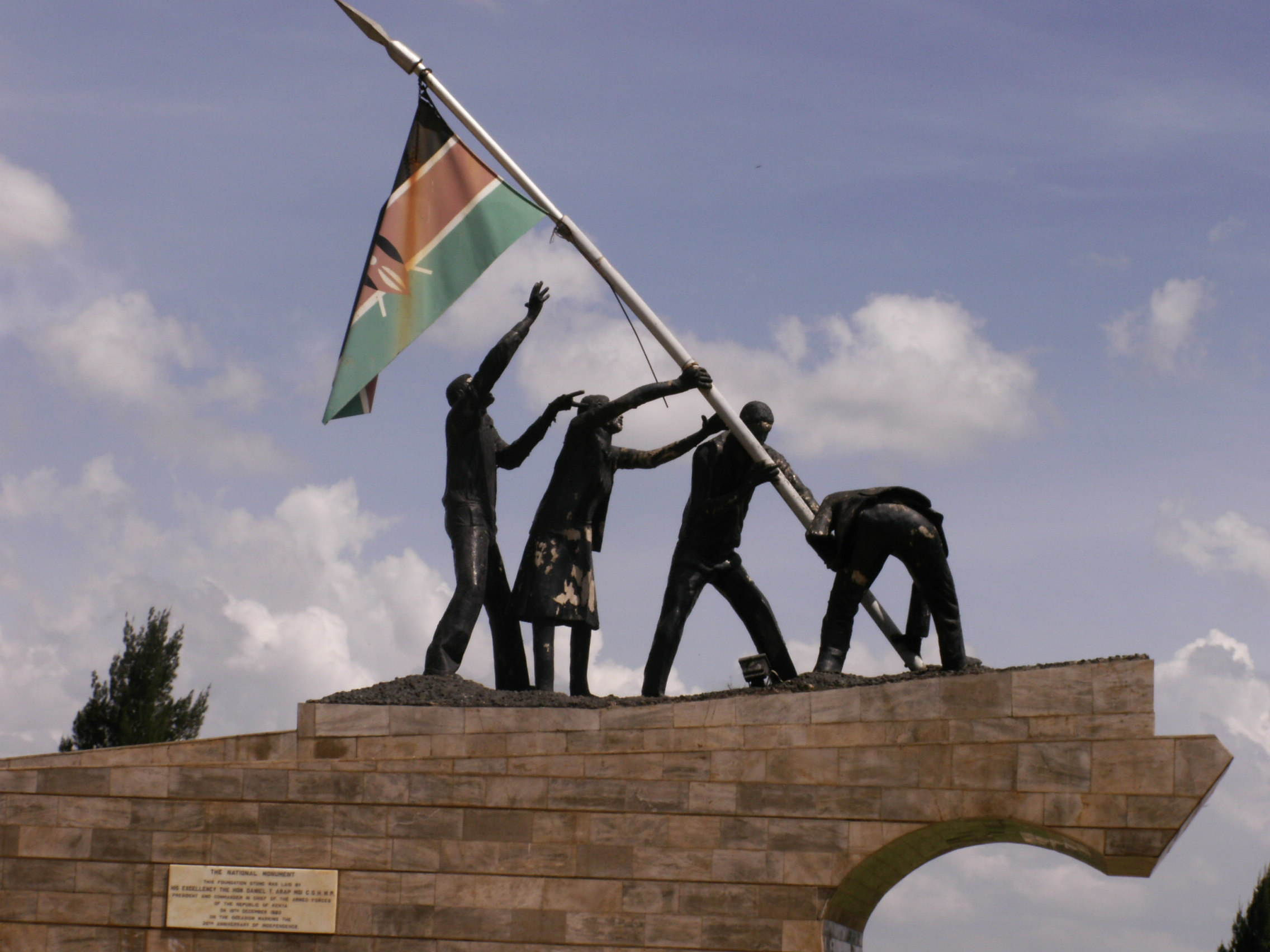
국립 기념물
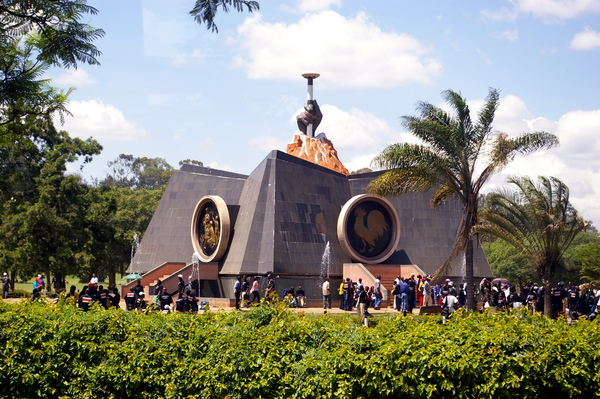
냐요 기념물
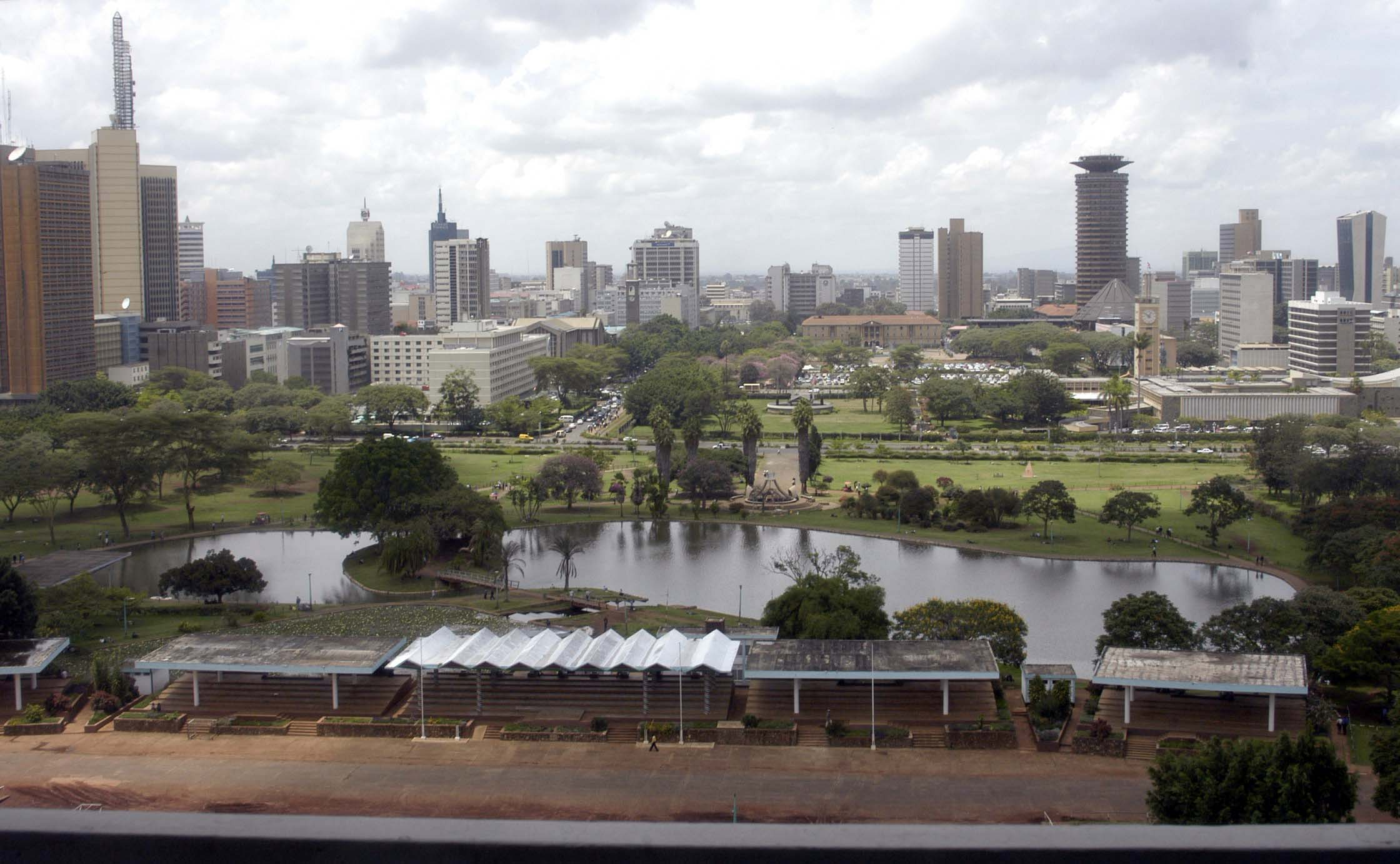
공원에서 본 나이로비 스카이라인
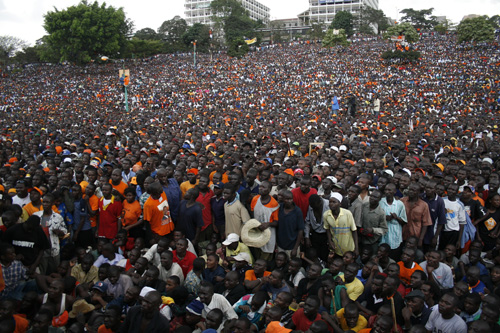
오렌지 민주운동 집회, 2007년
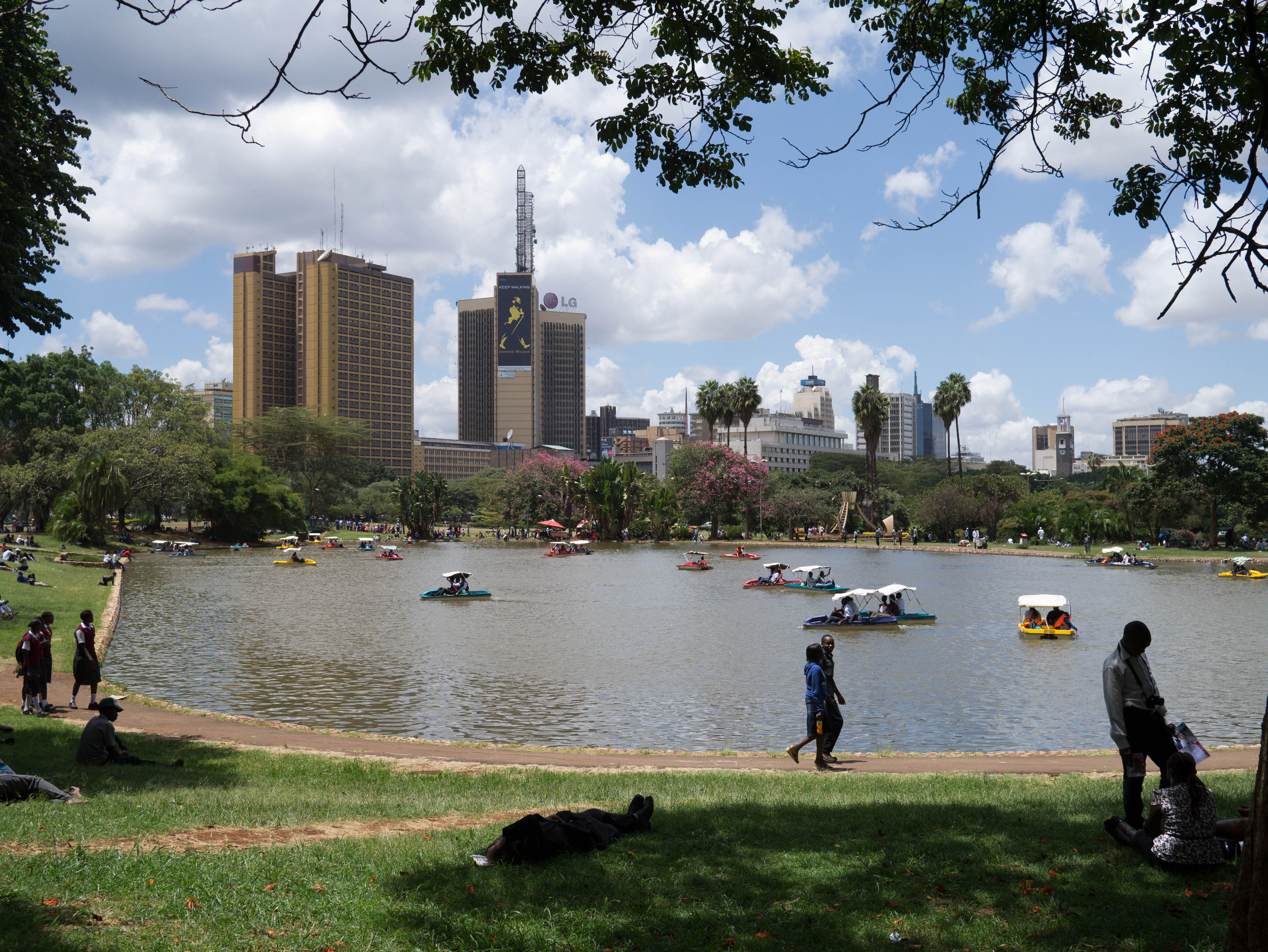
호수
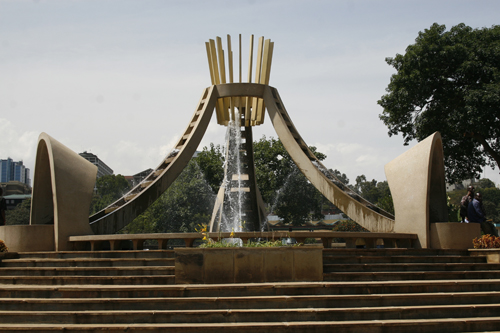
분수